# سنت رنان
سنت رنان (به فرانسوی: Saint-Renan) یک کمون (فرانسه) در فرانسه است که در فینیستر واقع شده‌است. سنت رنان ۱۳٫۳۱ کیلومتر مربع مساحت دارد.